# Le Point G
Pour l’article homonyme, voir Point G.
Le Point G — Centre de ressources sur le genre, sous-titré « identités, sexualités, mémoire gay et lesbienne », est un fonds d'archives consacré à la mémoire gay et lesbienne, inauguré à la Bibliothèque municipale de Lyon le 17 mai 2005, lors de la première journée internationale de lutte contre l'homophobie,,. La collection se retrouve au siège de la Bibliothèque municipale de Lyon, la Bibliothèque de la Part-Dieu, et est entre autres accessible au département de civilisation, ainsi qu'en ligne à partir du catalogue de la bibliothèque. Il existe également une page web dédiée au centre de ressources. La bibliothèque municipale organise des expositions (Follement gay ! de 2002 à 2009), des rencontres, des colloques consacrés au thème de l'homosexualité.

## Histoire
En 1992, Michel Chomarat, qui est activiste gay, éditeur, directeur de collections et revues et collectionneur, fait le dépôt de son fonds d'archives à la Bibliothèque municipale de Lyon. Cette collection contient une grande variété de documents, tels que des livres, des périodiques, des estampes et des photos, dont une importante quantité porte sur l'homosexualité et la communauté LGBTQIA+. Le fonds d'archives de Chomarat est composé d'environ 30 000 documents, cumulant à plus de 1 000 mètres linéaires.
En plus de son don, Chomarat collabore également avec la bibliothèque en organisant les premières Assises de la mémoire gay en 2002. Cet évènement s'apparente à un colloque, avec des spécialistes invités et des conférences à propos de thématiques changeantes d'une année à l'autre. Le projet est supporté financièrement par la mairie jusqu'en 2009, pour un total de 7 ans. Ces rencontres ont maintenant évolué. Si à la base elles avaient mises en avant les personnes gays et lesbiennes, il est maintenant question d'un groupe encore plus large incluant les diverses identités d'orientation sexuelles, ainsi que la transidentité, l'identité queer et l'intersexualité. Les actes de ces assises ont également été publiés sous forme de livres dans une collaboration entre la maison d'édition de la Bibliothèque municipale de Lyon et la ville de Lyon. En 2011, les Assises de la mémoire gay devient le festival de cinéma Écrans mixtes.
C'est en 2005 que le projet du Point G est officiellement inauguré. Un poste de bibliothécaire est créé en 2006, position qu'occupe Sylvie Tomolillo dès lors. Celle-ci est « anthropologue spécialiste des rapports sociaux de sexe et de la variabilité culturelle du genre ».
En 2005 a également lieu Follement gay ! L'homosexualité dans les collections de la Bibliothèque de Lyon, une exposition organisée par la bibliothèque mettant en lumière une partie de la collection du fonds d'archives du Point G. Cette exposition est toujours accessible en ligne aujourd'hui.

## Mission
La mission de ce fonds d'archives est de pouvoir réunir un ensemble varié de connaissances sur les questions de genre et de sexualité et d'offrir une visibilité historique, considérant que l'histoire et l'existence de ces groupes furent influencées et effacées par la médecine, les lois et l'histoire populaire. Le but est également de mettre en avant les expériences et voix des personnes marginalisées faisant partie de la communauté et d'assurer leur transmission à travers le temps. L'organisme assure aussi de suivre l'évolution de la diversité et renouveler leurs modalités de connaissances. Également, le fait de le faire dans un lieu public et ayant un grand afflux permet, selon eux, deux choses : amorcer une réflexion chez le public par rapport aux représentations sur le genre et la sexualité et également de contrer l'exclusion que ces groupes marginalisés vivent.
De plus, des animations ont lieu à la bibliothèque municipale de Lyon, traitant de diversité sexuelle et de genre. Notamment, en 2007, la conférencière Martine Gross anime une présentation sur l'homoparentalité. La même année, une exposition nommée L'homosexualité dans les collections de la bibliothèque de Lyon eut lieu. Par la suite, un catalogue fut créé afin de préserver des traces de l'évènement. Le centre de ressources est également en partenariat avec le festival de cinéma Écrans mixtes et offrent des projections incitant au débat face à des court-métrages.

## Collection
La collection est constituée d'une grande variété de supports et de thématiques, d'origines historiques et récentes. On y trouve des livres, des manuscrits, des périodiques, des ouvrages pratiques, des témoignages et des essais, des ouvrages politiques et sociologiques, ainsi des ouvrages de référence comme des dictionnaires et des revues scientifiques. On y trouve également des documents de groupes militants et d'associations, ainsi que des récits de vie.
Le centre vise à insérer la collection du Point G dans un réseau de ressources sur les questions de genre et d'identité sexuelle. Sa collection est constituée du matériel déjà présent dans les différents départements de la Bibliothèque municipale de Lyon et touchant sur les questions du sexe, du genre et de la communauté LGBTQIA+. La diversité sexuelle et de genre est effectivement abordée à travers les perspectives de différentes disciplines de la bibliothèque, ce qui en fait une richesse. Le but n'est pas de mettre ces questions à part, mais plutôt de les intégrer de façon pluridisciplinaire selon Sylvie Tomolillo :
- Arts et loisirs
- Civilisation
- Fonds Genre et sexualités
- Documentation régionale
- Fonds ancien
- Fonds Chomarat
- Jeunesse
- Langues et littérature
- Musique
- Photographie
- Sciences et techniques
- Société[2]

La collection se divise en trois corpus : les documents déjà présents dans les collections de la Bibliothèque municipale de Lyon, les nouvelles acquisitions et finalement les archives. Il contient aussi les fonds d'archives reçus de donateurs, tels que Michel Chomarat. Cette collection est variée, incluant des documents imprimés et des iconographies. De plus, le centre de ressources détient un budget d'acquisition annuel permettant d'élargir l'éventail de documents offerts. Le Point G accepte également des dons de citoyens, que ce soient des documents seuls ou des collections. En 2013, le fonds était constitué d'environ 600 documents accessibles sur le catalogue en ligne de la bibliothèque.
En 2018, la Bibliothèque municipale de Lyon entame une collaboration avec l'Université Lumière-Lyon-II visant à faire une mise en valeur mutuelle de leurs collections respectives sur le genre par le biais d'une plateforme numérique. En plus de combiner l'accès aux deux collections, ce projet permettra également de mettre sur pied des activités sur les questions de genre. De plus, les organisateurs de cette mise en commun prévoient travailler avec d'autres institutions possédant des ressources sur ce thème, pour regrouper le plus de ressources possibles.
D'un côté, les nouvelles acquisitions archivistiques feront partie d'un fonds à la Bibliothèque de Part-Dieu dans le département Civilisation. Celui-ci se nommera « Genre et sexualités ». D'un autre, les archives sont en cours d'indexation et sont consultables partiellement. Le but à long terme reste d'enrichir la collection permettant de préserver un corpus varié (lesbianisme, homosexualité, bisexualité, transidentité, l'identité queer, l'identité intersexe).

## Cotation
Le fond Genre et sexualités inclut les cotations suivantes :
- ANTO : anthologies et sommes
- ARTS : arts et littérature
- FAMI : couple et famille
- FEMI : condition des femmes et féminisme
- GENR : identité sexué (sexe et genre)
- GRAL : ouvrages généraux
- POST : théorie queer, postmodernité, intersectionnalité
- REPR : homophobie, transphobie, répression
- SANT : santé, aspects sociaux et individuels
- SEXU : diversité sexuelle[2]

## Réception
Premier centre de collecte sur le genre à Lyon, le Point G est reconnu comme nécessaire lors de sa création en 2005. Ce point de vue est motivé par l'acceptation politique de la communauté homosexuelle lyonnaise du moment. Si le projet ne rencontre pas d'opposition en 2005, certains disent que ce ne serait pas le cas aujourd'hui, à cause des débats politiques contemporains sur les droits de la communauté LGBTQIA+. De plus, elle est la première institution en France en charge de l'archivage et de la conservation de documents ayant pour thématique la diversité sexuelle et de genre.
Par exemple, dans une entrevue, la bibliothécaire du Point G, Sylvie Tomolillo, parle d'une vague de dénonciation de la part de catholiques intégristes en colère à la suite d'une exposition où sont montrées des photos des Sœurs de la Perpétuelle Indulgence, un groupe de militantes LGBTQIA+. Tomolillo note qu'elle attribue ce mouvement de dénonciation à une poignée de personnes isolées, et considère qu'il s'agit d'un épisode inaccoutumé.
Les inquiétudes peuvent aussi venir du public. Tomolillo mentionne dans une autre entrevue le cas d'une usagère qui lui partageait sa gêne de consulter les étagères de la section, déplorant le manque de discrétion des rayonnages. Ceux-ci sont surmontés de panneaux affichant le nom de la section du centre de ressource sur le genre. En réponse à cette peur de s'exposer à des préjudices, Tomolillo précise que la section n'est pas réservée à un public appartenant à la communauté LGBTQIA+, et que tout le monde est libre de l'utiliser. Ce faisant, un utilisateur de cette collection ne devrait pas avoir peur d'y être vu, puisque l'achalandage y est varié.